# فلوریانا اسماعیلی
فلوریانا اسماعیلی (متولد ۱ ژانویه ۱۹۹۵ - مرگ ۲۹ ژوئن ۲۰۱۹) بازیکن فوتبال سوئیس در پست فوروارد باشگاه BSC YB Frauen از Nationalliga A سوئیس بود. اولین بازی وی در ژانویه سال ۲۰۱۴، پیروزی ۲–۱ مقابل پرتغال بود. او عضو تیم ملی فوتبال زنان سوئیس بود.
اسماعیلی از تبار آلبانیایی و اهل شهر از Preševo بود. قبل از جام جهانی زنان ۲۰۱۵، او به روزنامه Telegrafi گفت قرارداد با YB Frauen را به پایان می‌برد و سپس به بوندس‌لیگا (زنان) می‌رود.
در ۳۰ ژوئن ۲۰۱۹ ادعا شد که اسماعیلی در ساحل دریاچه کومو در لومباردی پس از اینکه روز قبل از روی قایق برای شنا شیرجه زد دیگر دیده نشده‌است. جسد او سه روز بعد در همان محل در عمق ۲۰۴ متری دریاچه پیدا شد.